# 연성법
연성법(soft law)은 법적 구속력이 없는 준법률문서(quasi-legal instrument)들을 지칭한다. 법적 구속력(legal binding)이 있는 법률문서에 비해 다소 약한 법적 구속력을 갖고 있다. 연성법이라고 해서 법적 구속력이 전혀 없다는 것은 아니다. 원래는 국제법에서 자주 쓰이던 것이지만, 요즘은 국내법에서도 상당히 사용되고 있다.
경성법(hard law)와 대비되는 개념으로 법이 창조되는 중요한 전단계이고, 관습법의 형성에 불가결한 법적확신이 국제사회의 각 국가간에 생기고 있는 유력한 증거로서 '응고과정에 있는 법'이다.
soft law는 엄밀한 의미에서 국제입법과정의 산물은 아니지만 '준입법과정(quasilegislation process)'에 속한다고 보는 것이 국제법질서의 현상에 대한 현실적인 인식이라고 볼 수 있다.

## 경성법과의 차이
경성법은 소송을 할 수 있다. 연성법은 소송을 할 수 없다. 이것이 가장 큰 차이이다. 그렇다고 연성법은 어겨도 된다는 것이 아니다. 연성법은 법원의 소송은 불가능하지만, 법원외에서의 재판이 이루어지고 처벌이 이루어진다.
예를 들면, 미국 정부의 권고(=연성법)를 무시한 약소국에 대해, 권고(=연성법) 위반이라서 처벌해 달라고 국제법원에 제소할 수는 없다. 그러나 미국 대통령은 혼자서 수사, 기소, 재판, 형집행을 할 수 있다. 즉, 미국 정부는 스스로의 판단하에 보복조치를 취할 수 있다. 연성법 위반에 대한 보복조치를 비우호적 행위에 대한 보복조치라고 표현한다.

## 비준회피
연성법은 신사협정 등 권고로만 구성된 법률이다. 따라서, 법률상 법적 구속력은 없으나 사실상 법적 구속력이 있다. 연성법은 미국 등 강대국이 약소국들과 조약을 체결할 때 자주 사용한다. 조약은 비밀회담에서 약소국 국가원수와의 구두 동의만으로는 체결될 수 없다. 예컨대 을사조약의 유효성 등을 비판할 때 처럼, 공식적인 조약, 즉 경성법은 체결과정이 복잡하며, 이는 강대국이 좋아하지 않는다. 따라서 강대국은 비밀회담에서 국가원수의 구두 동의만으로 체결이 가능한 신사협정 등 법률상 법적 구속력은 없으나 사실상 법적 구속력이 있는 연성법의 체결을 선호한다.
약소국이 연성법을 위반하면 강대국은 스스로 판결하여 보복조치를 취할 수 있다. 따라서, 사실상 법적 구속력이 보장된다. 그러나 국제재판소 등 제3자의 국제법정에서 재판을 하는데에서는 법적 효력이 부정된다. 연성법은 법률상 법적 구속력이 없기 때문이다. 따라서 재판을 통해 연성법 위반에 대한 손해배상, 사죄 등의 판결을 받아낼 수는 없다.
따라서, 강대국은 비밀회담으로 약소국의 국가원수의 구두동의만 얻어내어, 의회 비준 등의 복잡한 절차를 회피한 채로, 약소국의 주권을 사실상 빼앗을 수 있다. 따라서 강대국은 경성법 보다는 연성법을 선호한다. 물론, 조약 등 경성법의 체결까지 약소국이 동의한다면, 당연히 경성법의 체결을 하려고 한다.

## 국제법상 연성법 사례
- 세계인권선언 등 유엔 총회가 결의한 대부분의 규제와 의무들.
- 조약들에서 명시적으로 선언되거나 전제된 각종 성명, 원칙, 행동강령(codes of conduct)
- 실행계획(action plan)
- 기타 조약에 의하지 아니한 각종 국제사회의 의무들

유럽 연합에서는 "soft law"라는 용어를 다음과 같은 준법률문서들에 자주 사용한다: 행동강령(codes of conduct), 가이드라인, 커뮤니케이션 등

## 같이 보기
- 신사협정
- 권고 - 연성법은 권고만으로 구성되어 있다.
- 보복조치 - 권고도 위반하면 보복을 한다.